# توماس أنتونيليوس
توماس أنتونيليوس (بالسويدية: Tomas Antonelius)‏ (مواليد 7 مايو 1973) هو لاعب كرة قدم. يلعب مع منتخب السويد لكرة القدم. سبق له أن لعب في كأس العالم لكرة القدم مع منتخب بلاده.

## روابط خارجية
- توماس أنتونيليوس على موقع قاعدة بيانات كرة القدم.إي يو (الإنجليزية)
- توماس أنتونيليوس على موقع ناشيونال فوتبول تيمز (الإنجليزية)
- توماس أنتونيليوس على موقع عالم كرة القدم.نت (الإنجليزية)